# Phyllis Christine Cast
Phyllis Christine Cast (ur. w 1960) – amerykańska pisarka fantasy i romansów, znana z napisanej wraz z córką, Kristin Cast, serii "Dom Nocy", jak również jej własnych cyklów: Goddess Summoning i Partholon.

## Kariera
Najbardziej znaną twórczością własną P.C. Cast są serie Goddess Summoning i Partholon book series. Jej pierwsza książka, Goddess by Mistake, została opublikowana w 2001, zdobyła Prism, Holt Medallion, Laurel Wreath awards i była w finale National Readers' Choice Award; kolejne książki P.C. Cast były wielokrotnie nagradzane.
W 2005 wraz z córką zaczęły pracę nad serią Dom Nocy. W wyniku rosnącej popularności książek o tematyce wampirycznej zapoczątkowanej przez cykl "Zmierzch" Stephenie Meyer, książka ta zaczęła cieszyć się wzrostem uznania wśród krytyków i odniosła znaczny sukces komercyjny. W maju 2009 r. piąta książka serii, Hunted, zajęła pierwsze miejsce na liście bestsellerów w USA Today oraz w The Wall Street Journal.
Według P.C. Cast na pomysł stworzenia serii powieści "Dom Nocy" wpadł jej agent, który zaproponował tematykę "szkoły dla wampirów".

## Życie osobiste
P.C. Cast urodziła się w Watseka w Illinois. Obecnie mieszka w Tulsa stanie Oklahoma, gdzie naucza języka angielskiego w gimnazjum. Jej córka studiuje w tamtejszym University of Tulsa.

## Twórczość
Cykl Dom Nocy wraz z Kristin Cast:
1. Marked (2007),wydanie polskie "Naznaczona", wyd.I, przeł. Kopczewska Renata (2009), wyd.II, przeł.Iwona Michałowska-Gabrych(2010), Wydawnictwo Książnica
2. Betrayed (2007), wydanie polskie "Zdradzona", przeł. Kopczewska Renata, Wydawnictwo Książnica (2010)
3. Chosen (2008), wydanie polskie "Wybrana", przeł. Michałowska-Gabrych Iwona, Wydawnictwo Książnica (2010)
4. Untamed (2008), wydanie polskie "Nieposkromiona", przeł.Iwona Michałowska-Gabrych(2010), Wydawnictwo Książnica (2010)
5. Hunted (2009), wydanie polskie "Osaczona", przeł.Iwona Michałowska-Gabrych(2010), Wydawnictwo Książnica (2011)
6. Tempted (2009),wydanie polskie "Kuszona", przeł.Iwona Michałowska-Gabrych, Wydawnictwo Książnica (2011)
7. Burned (2010),wydanie polskie "Spalona", przeł.Iwona Michałowska-Gabrych(2010), Wydawnictwo Książnica (2011)
8. Awakened (2011),wydanie polskie "Przebudzona", przeł.Iwona Michałowska-Gabrych(2010), Wydawnictwo Książnica (2012)
9. Destined (2011),wydanie polskie "Przeznaczona", przeł. Donata Olejnik, Wydawnictwo Książnica (2012)
10. Hidden" (2012),wydanie polskie "Ukryta", przeł. Iwona Michałowska-Gabrych, Wydawnictwo Książnica (2013)
11. Revealed" (2013), wydanie polskie "Ujawniona", przeł: Iwona Michałowska- Gabrych, Wydawnictwo Książnica (2014)
12. Redeemed (2014), wydanie polskie "Wyzwolona" (2015)

Opowieści z cyklu Domu Nocy:
1. "Dragon's Oath"(2011), polskie wydanie "Przysięga Smoka", przeł. Donata Olejnik, Wydawnictwo Książnica (2013)
2. "Lenobia's Vow" (2012), polskie wydanie "Ślubowanie Lenobii", przeł. Donata Olejnik, Wydawnictwo Książnica (2014)
3. "Neferet's Curse" (2013), polskie wydanie "Klątwa Neferet", przeł. Donata Olejnik, Wydawnictwo Książnica (2014)

Powiązane książki z Domem Nocy:
1. The Fledgling Handbook (2010)
2. Nyx In The House Of Night (2011)

Cykl "Partholon":
1. "Divine by Mistake" (2001), polskie wydanie "Wybranka bogów - część 1" wydawnictwo Harlequin Polska(2012)
2. "Divine by Choice" (2006), polskie wydanie "Wybranka bogów - część 2" wydawnictwo Harlequin Polska(2012)
3. "Divine by Blood" (2007), polskie wydanie "Powrót bogini - część 1" wydawnictwo Harlequin Polska(2013)
4. "Divine Beginnings" (2009,)polskie wydanie "Powrót bogini - część 2" wydawnictwo Harlequin Polska(2013)
5. "Urodzona Bogini"(2007) cześć 1 (2013), wydawnictwo Harlequin Polska
6. "Urodzona Bogini" (2007) cześć 2 (2013), wydawnictwo Harlequin Polska

1. "Elphame's Choice" (2004), polskie wydanie "Przepowiednia", wydawnictwo Harlequin Polska (2011)
2. "Brighid's Quest" (2005), polskie wydanie "Powołanie", wydawnictwo Harlequin Polska (2011)

Cykl "Wezwanie bogini"(wydania polskie) :
1. "Goddess of the Sea" (2003), wydanie polskie "Bogini Oceanu" wyd. I przeł. Katarzyna Malita, Wydawnictwo Książnica (2011)
2. "Goddess of Spring" (2004)
3. "Goddess of Light" (2005)
4. "Goddess of the Rose" (2006)
5. "Goddess of Love" (2007)
6. "Warrior Rising" (2008)
7. "Goddess of Legend" (2010)
8. "Goddess of Troy" (2011)

Time Raiders
1. The Avenger (2009)

Antologie z Maaryjanice Davidson, Susan Grant i Gena Showalter:
1. "Mysteria" (2006)
2. "Mysteria Lane" (2008)
3. "Mysteria Nights" zawierające "Mysteria" i "Mysteria Lane" (2011)

Inne"
1. "IMMORTAL: Love Stories with Bite", wydanie pracy zbiorowej innych autorek, (2008), wydanie polskie "Nieśmiertelni. Miłosne Opowieści Wampiryczne", Wydawnictwo Książnica (2010)